# Páros műkorcsolya az 1994. évi téli olimpiai játékokon
Az 1994. évi téli olimpiai játékokon a műkorcsolya páros versenyszámának rövid programját február 13-án, a kűrt február 15-én rendezték Hamarban. A versenyt az orosz Jekatyerina Gorgyejeva–Szergej Grinykov-kettős nyerte. A versenyszámban nem vett részt magyar páros.

## Eredmények
Az egyes szakaszokban (rövid program, kűr) kilenc bíró pontozta a versenyzőket. A pontok alapján a bírók mindegyikénél külön-külön kialakult egy sorrend az egyes szakaszokra vonatkozóan és ez egy helyezési pontszámot is jelentett. Ha egy pontozónál holtverseny alakult ki, akkor a rövid programban a kötelező elemekre kapott pontszám, a kűrben pedig a művészi hatás pontszáma döntött. Az egyes szakaszok eredménye a következő kritériumok alapján alakult ki:
1. „Többségi helyezések száma”. Az a versenyző végzett előrébb, akit a bírók többsége előrébb rangsorolt. A bírók többsége azt jelentette, hogy a legjobb 5 helyezést adó bíró helyezési pontszámait vették figyelembe, de ha az 5. bíró helyezésével még volt azonos helyezés, akkor az(oka)t is figyelembe vették. Ezt az adatot tartalmazza az oszlop. (Pl. a „6×3+” azt jelenti, hogy a versenyző 6 bírónál az első 3 hely valamelyikén végzett.)
2. „Többségi helyezések összege” (a figyelembe vett bírók helyezési pontszámainak összege)
3. „Helyezések összege” (az összes bíró helyezési pontszámainak összege)

A versenyszám végeredményét az összesített helyezési pontszám határozta meg, amely az alábbiak összegéből állt:
- A rövid program helyezési pontszámának 0,5-szerese (az összesítés 33,3%-a),
- A kűr helyezési pontszámának 1-szerese (az összesítés 66,7%-a).

Az alacsonyabb helyezési pontszámmal rendelkező versenyző végzett előrébb. Egyenlő helyezési pontszám esetén a kűrben elért jobb helyezés döntött.

### Rövid program
| Hely. | Versenyzők                                                      | Többségi helyezések száma | Többségi helyezések összege | Helyezések összege | Pont  | Helyezési pontszám |
| ----- | --------------------------------------------------------------- | ------------------------- | --------------------------- | ------------------ | ----- | ------------------ |
| 1.    | Oroszország (RUS)-1 · Jekatyerina Gorgyejeva · Szergej Grinykov | 6×1+                      | 6,0                         | 14,0               | 104,3 | 0,5                |
| 2.    | Oroszország (RUS)-2 · Natalja Miskutyonok · Artur Dmitrijev     | 8×2+                      | 14,0                        | 18,0               | 103,3 | 1,0                |
| 3.    | Kanada (CAN)-1 · Isabelle Brasseur · Lloyd Eisler               | 8×3+                      | 20,0                        | 24,0               | 102,8 | 1,5                |
| 4.    | Oroszország (RUS)-3 · Jevgenyija Siskova · Vagyim Naumov        | 8×4+                      | 30,0                        | 35,0               | 101,8 | 2,0                |
| 5.    | Csehország (CZE) · Radka Kovaříková · René Novotný              | 8×5+                      | 39,0                        | 45,0               | 99,8  | 2,5                |
| 6.    | Egyesült Államok (USA)-1 · Jenni Meno · Todd Sand               | 7×6+                      | 41,0                        | 56,0               | 98,5  | 3,0                |
| 7.    | Németország (GER)-1 · Peggy Schwarz · Alexander König           | 7×8+                      | 51,0                        | 70,0               | 95,8  | 3,5                |
| 8.    | Németország (GER)-3 · Mandy Wötzel · Ingo Steuer                | 6×8+                      | 43,0                        | 70,0               | 96,7  | 4,0                |
| 9.    | Lettország (LAT) · Jeļena Berežnaja · Oļegs Šļahovs             | 8×9+                      | 66,0                        | 79,0               | 94,6  | 4,5                |
| 10.   | Ausztrália (AUS) · Danielle Carr-McGrath · Stephen Carr         | 7×10+                     | 69,0                        | 92,0               | 93,1  | 5,0                |
| 11.   | Kanada (CAN)-2 · Kristy-Lee Sargeant · Kris Wirtz               | 7×11+                     | 72,0                        | 97,0               | 90,5  | 5,5                |
| 12.   | Németország (GER)-2 · Anuschka Gläser · Axel Rauschenbach       | 5×12+                     | 56,0                        | 109,0              | 88,1  | 6,0                |
| 13.   | Egyesült Államok (USA)-3 · Karen Courtland · Todd Reynolds      | 9×14+                     | 119,0                       | 119,0              | 86,1  | 6,5                |
| 14.   | Kanada (CAN)-3 · Jamie Salé · Jason Turner                      | 5×14+                     | 67,0                        | 131,0              | 82,9  | 7,0                |
| 15.   | Egyesült Államok (USA)-2 · Kyoko Ina · Jason Dungjen            | 6×15+                     | 81,0                        | 129,0              | 83,8  | 7,5                |
| 16.   | Nagy-Britannia (GBR) · Jacqueline Soames · John Jenkins         | 5×16+                     | 80,0                        | 151,0              | 78,8  | 8,0                |
| 17.   | Ukrajna (UKR) · Olena Beluszovszka · Ihor Maljar                | 8×17+                     | 127,0                       | 145,0              | 79,8  | 8,5                |
| 18.   | Fehéroroszország (BLR) · Alena Hrihorjeva · Szjarhej Sajko      | 9×18+                     | 155,0                       | 155,0              | 77,6  | 9,0                |

### Kűr
| Hely. | Versenyzők                                                      | Többségi helyezések száma | Többségi helyezések összege | Helyezések összege | Pont  | Helyezési pontszám |
| ----- | --------------------------------------------------------------- | ------------------------- | --------------------------- | ------------------ | ----- | ------------------ |
| 1.    | Oroszország (RUS)-1 · Jekatyerina Gorgyejeva · Szergej Grinykov | 8×1+                      | 8,0                         | 10,0               | 106,0 | 1,0                |
| 2.    | Oroszország (RUS)-2 · Natalja Miskutyonok · Artur Dmitrijev     | 7×2+                      | 13,0                        | 19,0               | 104,5 | 2,0                |
| 3.    | Kanada (CAN)-1 · Isabelle Brasseur · Lloyd Eisler               | 5×3+                      | 13,0                        | 29,0               | 103,2 | 3,0                |
| 4.    | Oroszország (RUS)-3 · Jevgenyija Siskova · Vagyim Naumov        | 9×4+                      | 32,0                        | 32,0               | 102,7 | 4,0                |
| 5.    | Egyesült Államok (USA)-1 · Jenni Meno · Todd Sand               | 6×5+                      | 30,0                        | 48,0               | 99,4  | 5,0                |
| 6.    | Csehország (CZE) · Radka Kovaříková · René Novotný              | 9×6+                      | 51,0                        | 51,0               | 98,6  | 6,0                |
| 7.    | Egyesült Államok (USA)-2 · Kyoko Ina · Jason Dungjen            | 7×8+                      | 53,0                        | 72,0               | 92,4  | 7,0                |
| 8.    | Németország (GER)-1 · Peggy Schwarz · Alexander König           | 6×8+                      | 44,0                        | 73,0               | 92,8  | 8,0                |
| 9.    | Lettország (LAT) · Jeļena Berežnaja · Oļegs Šļahovs             | 5×9+                      | 43,0                        | 87,0               | 90,4  | 9,0                |
| 10.   | Kanada (CAN)-2 · Kristy-Lee Sargeant · Kris Wirtz               | 6×10+                     | 56,0                        | 92,0               | 89,8  | 10,0               |
| 11.   | Ausztrália (AUS) · Danielle Carr-McGrath · Stephen Carr         | 7×11+                     | 67,0                        | 94,0               | 89,0  | 11,0               |
| 12.   | Kanada (CAN)-3 · Jamie Salé · Jason Turner                      | 6×12+                     | 67,0                        | 106,0              | 87,6  | 12,0               |
| 13.   | Németország (GER)-2 · Anuschka Gläser · Axel Rauschenbach       | 5×12+                     | 57,0                        | 110,0              | 87,0  | 13,0               |
| 14.   | Egyesült Államok (USA)-3 · Karen Courtland · Todd Reynolds      | 9×14+                     | 121,0                       | 121,0              | 85,1  | 14,0               |
| 15.   | Nagy-Britannia (GBR) · Jacqueline Soames · John Jenkins         | 5×15+                     | 75,0                        | 140,0              | 80,8  | 15,0               |
| 16.   | Ukrajna (UKR) · Olena Beluszovszka · Ihor Maljar                | 6×16+                     | 92,0                        | 143,0              | 79,0  | 16,0               |
| 17.   | Fehéroroszország (BLR) · Alena Hrihorjeva · Szjarhej Sajko      | 9×17+                     | 149,0                       | 149,0              | 78,8  | 17,0               |
| –     | Németország (GER)-3 · Mandy Wötzel · Ingo Steuer                | nem indult                |                             |                    |       | –                  |

### Végeredmény
| Helyezés | Versenyzők                                                      | Helyezési pontszámok | Helyezési pontszámok | Helyezési pontszámok |
| Helyezés | Versenyzők                                                      | Rövid program        | Kűr                  | Összesen             |
| -------- | --------------------------------------------------------------- | -------------------- | -------------------- | -------------------- |
| Arany    | Oroszország (RUS)-1 · Jekatyerina Gorgyejeva · Szergej Grinykov | 0,5                  | 1,0                  | 1,5                  |
| Ezüst    | Oroszország (RUS)-2 · Natalja Miskutyonok · Artur Dmitrijev     | 1,0                  | 2,0                  | 3,0                  |
| Bronz    | Kanada (CAN)-1 · Isabelle Brasseur · Lloyd Eisler               | 1,5                  | 3,0                  | 4,5                  |
| 4.       | Oroszország (RUS)-3 · Jevgenyija Siskova · Vagyim Naumov        | 2,0                  | 4,0                  | 6,0                  |
| 5.       | Egyesült Államok (USA)-1 · Jenni Meno · Todd Sand               | 3,0                  | 5,0                  | 8,0                  |
| 6.       | Csehország (CZE) · Radka Kovaříková · René Novotný              | 2,5                  | 6,0                  | 8,5                  |
| 7.       | Németország (GER)-1 · Peggy Schwarz · Alexander König           | 3,5                  | 8,0                  | 11,5                 |
| 8.       | Lettország (LAT) · Jeļena Berežnaja · Oļegs Šļahovs             | 4,5                  | 9,0                  | 13,5                 |
| 9.       | Egyesült Államok (USA)-2 · Kyoko Ina · Jason Dungjen            | 7,5                  | 7,0                  | 14,5                 |
| 10.      | Kanada (CAN)-2 · Kristy-Lee Sargeant · Kris Wirtz               | 5,5                  | 10,0                 | 15,5                 |
| 11.      | Ausztrália (AUS) · Danielle Carr-McGrath · Stephen Carr         | 5,0                  | 11,0                 | 16,0                 |
| 12.      | Kanada (CAN)-3 · Jamie Salé · Jason Turner                      | 7,0                  | 12,0                 | 19,0                 |
| 13.      | Németország (GER)-2 · Anuschka Gläser · Axel Rauschenbach       | 6,0                  | 13,0                 | 19,0                 |
| 14.      | Egyesült Államok (USA)-3 · Karen Courtland · Todd Reynolds      | 6,5                  | 14,0                 | 20,5                 |
| 15.      | Nagy-Britannia (GBR) · Jacqueline Soames · John Jenkins         | 8,0                  | 15,0                 | 23,0                 |
| 16.      | Ukrajna (UKR) · Olena Beluszovszka · Ihor Maljar                | 8,5                  | 16,0                 | 24,5                 |
| 17.      | Fehéroroszország (BLR) · Alena Hrihorjeva · Szjarhej Sajko      | 9,0                  | 17,0                 | 26,0                 |
| –        | Németország (GER)-3 · Mandy Wötzel · Ingo Steuer                | 4,0                  | nem indult           | –                    |